# Анфилођино Гуаризи
Анфилођино Гуаризи Маркез (Сао Пауло, 26. децембар 1905 – Сао Пауло, 8. јун 1974) био је италијанско-бразилски фудбалер који је играо као нападач. У Бразилу је био познат као Фило а у Италији као Анфилођино Гуаризи. Током своје каријере играо је фудбал у Бразилу и у Италији, представљајући обе нације на међународном нивоу, и био је члан италијанског тима који је освојио Светски куп 1934.

## Каријера
Рођен у Сао Паулу, 1922. године Гуаризи је започео каријеру у Португуеси, где је председник био његов отац Мануел Аугусто Маркез.
1925. пребацио се у Паулистано, где је играо заједно са легендарним Артуром Фрајнрајхом. Исте године, у пријатељској утакмици против Француске, постигао је један од голова.
6. децембра 1925. наступио је први пут за Бразил, против Парагваја. Овај меч се завршио победом Бразила резултатом 5:2, а Фило је постигао један од голова. Био је члан бразилског тима који је завршио на другом месту Јужноамеричког првенства 1925.
Чекао је да оде на светски куп 1930. у Уругвају, али озбиљан неспоразум између фудбалских лига Рио де Жанеира и Сао Паула довео је до тога да на турнир одлазе само играчи из Рија. Фило, Фрајнрајх и други фудбалери из Сао Паула нису ишли у Уругвај. Једини играч из Сао Паула који је стекао право да оде на први светски куп био је Аракен, који је био у парници са својим клубом Сантосом.
Фило је 1931. прешао у Лацио. У Италији је био познат по презимену Гуаризи. У Риму је играо заједно са још једном породицом бразилаца у Италији, породицом Фантони: Нињо, Нинијо и Нигињо, такође познати по презименима, попут династије: Фантони I, Фантони II и Фантони III. Тај тим Лација био је познат као "Бразилацио".
1934. године, Гуаризи, као син мајке Италијанке, имао је право италијанског држављанства и био је изабран за тим Светског купа 1934. године, постајући први играч рођен у Бразилу који је освојио Светско првенство. У јединој квалификационој утакмици где је Италија играла против Грчке, Гуаризи је постигао први гол за Азуре у квалификацијама за светски куп. У том мечу играо је са својим колегом из Лација Фантонијем II.